# Campionato Sammarinese di Calcio
Campionato Sammarinese di Calcio este cea mai importantă competiție fotbalistică din San Marino.

## Clasamentul UEFA
Coeficientul UEFA în 2013
- 49  (47)  Meistriliiga
- 50  (50)  Prima Ligă (Armenia)
- 51  (51)  Vodafonedeildin
- 52  (53)  Campionato Sammarinese di Calcio
- 53  (52)  Primera Divisió
- 54 (-)  Prima Divizie - Gibraltar

## Echipele participante în sezonul 2019-2020
- Cailungo (Borgo Maggiore)
- Cosmos (Serravalle)
- Domagnano (Domagnano)
- Faetano (Faetano)
- Fiorentino (Fiorentino)
- Folgore/Falciano (Serravalle)
- Juvenes/Dogana (Serravalle)
- La Fiorita (Montegiardino)
- Libertas (Borgo Maggiore)
- Murata (San Marino)
- Pennarossa (Chiesanuova)
- San Giovanni (Borgo Maggiore)
- Tre Fiori (Fiorentino)
- Tre Penne (Serravalle)
- Virtus (Acquaviva)

## Performanțele cluburilor
| Club             | Titluri | Sezonul titlului câștigat                                     |
| ---------------- | ------- | ------------------------------------------------------------- |
| Tre Fiori        | 7       | 1987-88, 1992-93, 1993-94, 1994-95, 2008-09, 2009-10, 2010-11 |
| Domagnano        | 4       | 1988-89, 2001-02, 2002-03, 2004-05                            |
| Faetano          | 3       | 1985-86, 1990-91, 1998-99                                     |
| Folgore/Falciano | 3       | 1996-97, 1997-98, 1999-00                                     |
| Murata           | 3       | 2005-06, 2006-07, 2007-08                                     |
| La Fiorita       | 2       | 1986-87, 1989-90                                              |
| Tre Penne        | 2       | 2011-12, 2012-13                                              |
| Montevito        | 1       | 1991-92                                                       |
| Libertas         | 1       | 1995-96                                                       |
| Cosmos           | 1       | 2000-01                                                       |
| Pennarossa       | 1       | 2003-04                                                       |